# Magnetisk deviation

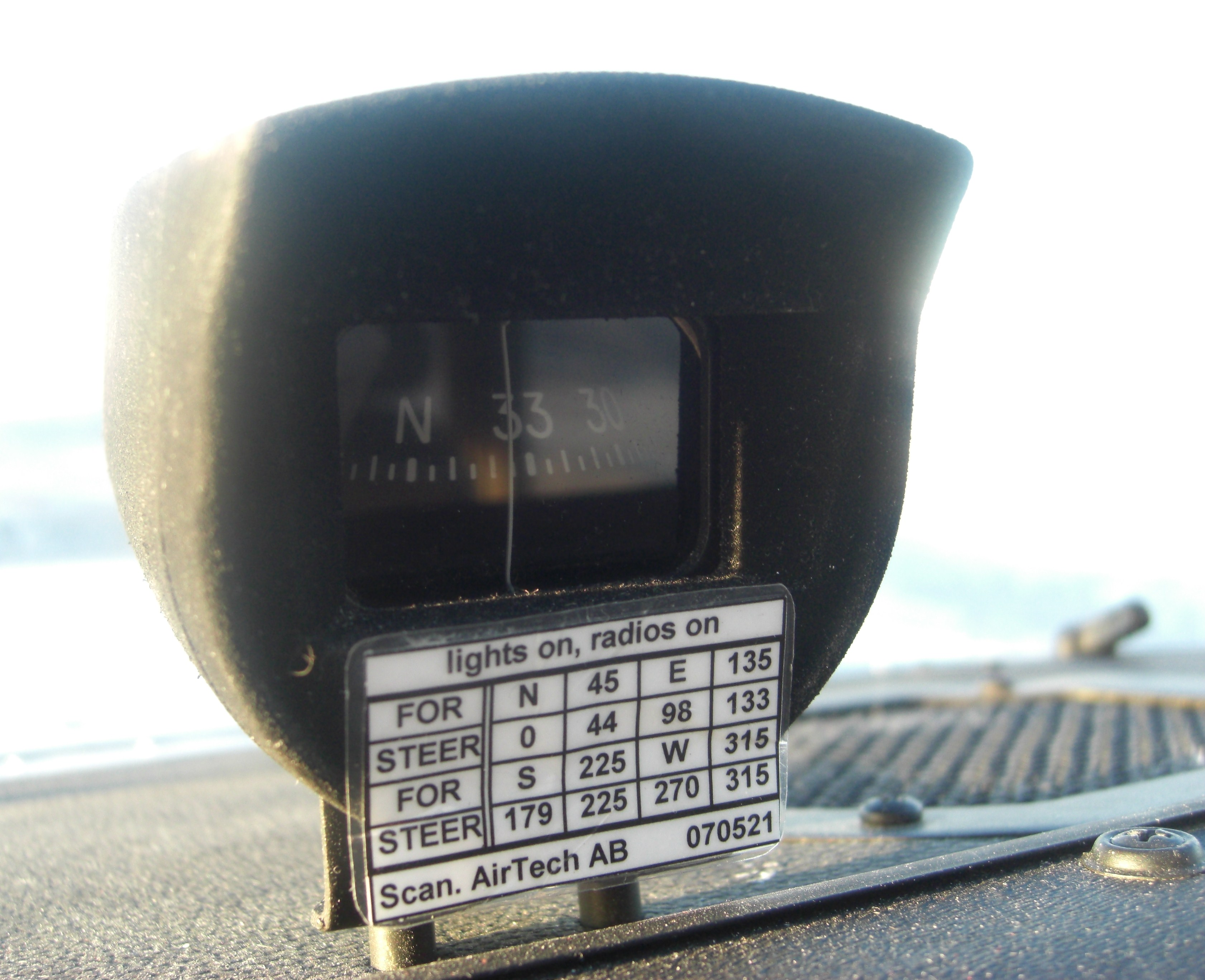
Deviationstabell på en flygplanskompass.

Deviation eller magnetisk deviation, är den avvikelse i den magnetiska nordriktningen som en magnetisk kompass visar ombord på till exempel ett fartyg eller ett flygplan och som beror på lokala magnetiska fält orsakade av fartygets (eller flygplanets) egen magnetism och magnetiska föremål ombord. Deviationen varierar beroende på i vilken riktning fartyget (eller flygplanet) ligger.
Magnetfält orsakade av elektriska strömmar i likströmsanläggningar ombord förorsakar också en deviation, som varierar alltefter strömuttaget i olika ledningssektioner. Varierande strömuttag i växelströmsanläggningar ombord påverkar inte deviationen.
Deviationen kan kompenseras genom att kompenseringsmagneter och D-korrektörer (ofta i form av mjukjärnskulor) placeras på noga utexeperimenterade platser runt nakterhuset. Den kvarstående deviationen, restdeviationen noteras i en deviationstabell efter vilken kompasskurserna {\displaystyle Kk} kan "rättas" till magnetiska kurser {\displaystyle Km} enligt formeln {\displaystyle Km=Kk+d} där {\displaystyle d} avser deviationen. Svenska sjöfartsverket rekommenderar att en sådan kompassjustering skall ske minst vartannat år eller då den verkliga deviationen avviker 5° från deviationstabellen.